# Norddeutscher Lloyd

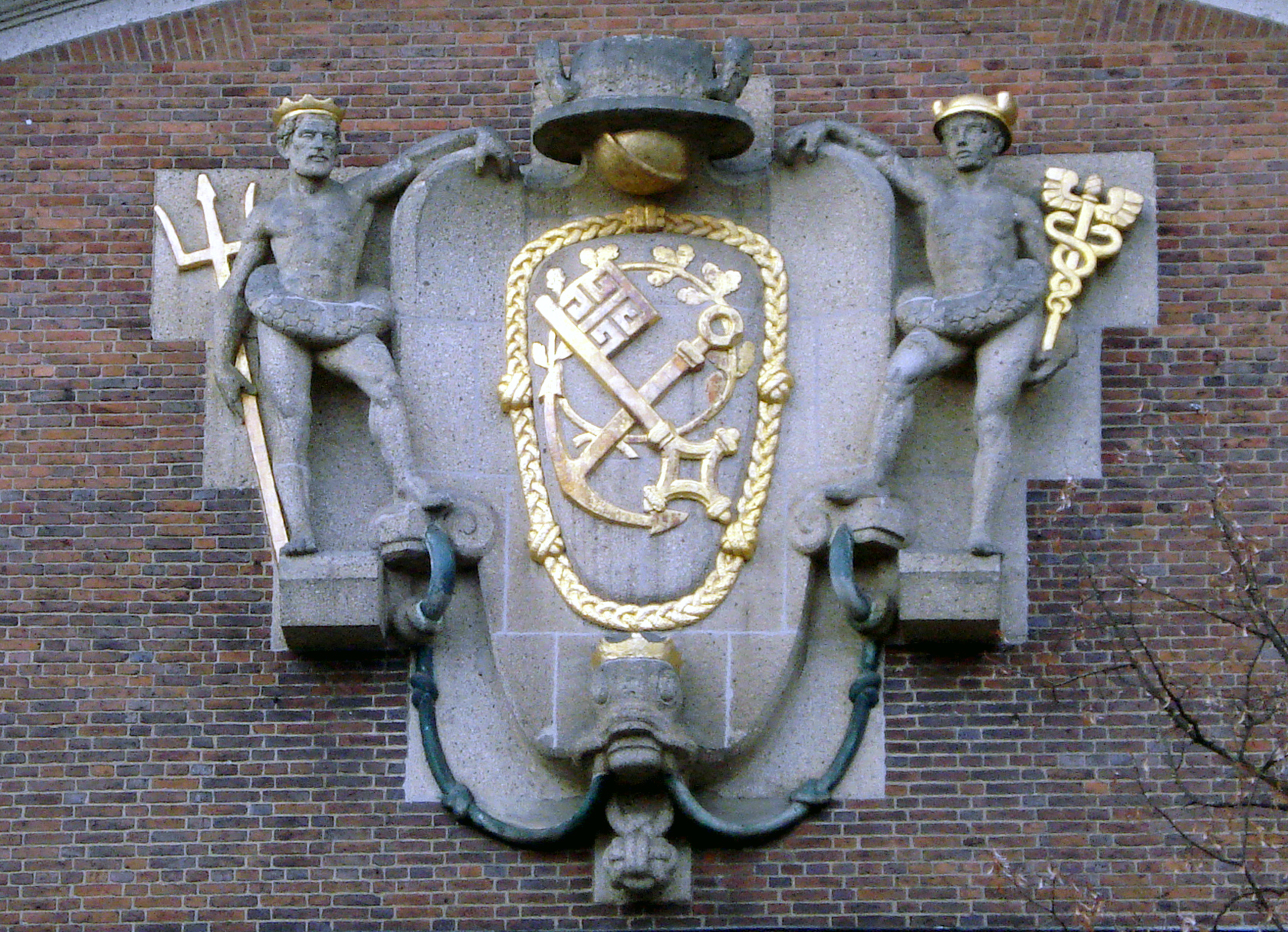
Norddeutscher Lloyds företagssymbol.

Norddeutscher Lloyd (NDL) var ett rederi i Bremen som grundades 1857. 1970 slogs Norddeutscher Lloyd samman med Hapag i Hamburg och blev dagens Hapag-Lloyd.
Norddeutscher Lloyd grundades av Hermann Henrich Meier och Eduard Crüsemann i Bremen 20 februari 1857. Rederiet utvecklade sig ett av de mest betydelsefulla tyska rederierna under det sena 1800-talet och tidiga 1900-talet. Det var en viktig del i Bremen och Bremerhavens ekonomiska utveckling.
Norddeutscher Lloyd grundade 1920 ett flygbolag. Detta blev via en fusion med Hapags flygbolag Deutscher Aero Lloyd. Deutscher Aero Lloyd blev i sin tur en del av det nyskapade Lufthansa 1926.

## Historia
När Ocean Steam Navigation Company upplöstes valde Hermann Henrich Meier och Eduard Crüsemann att grunda Norddeutscher Lloyd. Lloyd var fram till mitten av 1800-talet en synonym för handelssjöfart. Meier blev styrelseordförande och Crüseman den första VD:n för aktiebolaget. Crüseman var den som drev på att man bredvid varutransport också skulle satsa på passagerartrafik då utvandringen kraftigt ökade. Företaget var även verksamt på områden som skeppsreparationer och bogseringstjänster.
Man började med trafik till England där det första fartyget var Adler som började gå i tjänst 1857. Den första resan gick från Nordenham till London. 1858 började man den reguljära trafiken mellan Bremerhaven och New York med ångarna Bremen (I) och New York. De kommande åren utökade man trafiken till Baltimore och New Orleans.
Heinrich Wiegand kom under sin tid som rederichef att prägla företagets utveckling.
Norddeutscher Lloyd kom att gå in i en stark expansionsfas i samband med Tysklands enande, under perioden Gründerzeit. Man började trafikera Sydamerika och man tog upp kampen på Atlanten gentemot de stora konkurrenterna som Red Star Line och Holland-Amerika Lijn. En milstolpe kom 1897 när man sjösatte ångaren Kaiser Wilhelm der Große. Det var då världens största snabbaste fartyg. Under de följande åren sjösattes fartygen Kronprinz Wilhelm, Kaiser Wilhelm II. och Kronprinzessin Cecilie. Tyskland kom att dominera Atlanttrafiken under dessa år med Norddeutscher Lloyd och Hapag som två av världens största rederier.
Efter andra världskriget återuppbyggdes företaget. Man började med bogseringstjänst och nya områden som en resebyrå. 1949 fick tyska rederier och varv åter börja bedriva verksamhet. 1951 upphörde de allierades begränsningar av den tyska sjöfarten och Norddeutscher Lloyd inledde skapandet av en ny flotta. Passagerartrafiken återstartades 1955 genom fartyget Berlin, en ombyggd M/S Gripsholm från 1924. Berlin var den första tyska atlantseglaren efter andra världskriget, hon gick på rutten mellan Bremerhaven och New York. Passagerartrafiken kom efterhand att minska och istället kom man att växa genom den tilltagande containertrafiken.
1970 gick Norddeutscher Lloyd samman med Hapag (Hamburg-Amerikanische Packetfahrt-Actien-Gesellschaft) och bildade dagens Hapag-Lloyd AG med huvudkontor i Hamburg.